# Podwójna Szczelina
Podwójna Szczelina – jaskinia, a właściwie schronisko, w Dolinie Miętusiej w Tatrach Zachodnich. Wejście do niej położone jest w zboczu Wołowego Żlebu, poniżej Dziury nad Wantulami I, na wysokości 1270 m n.p.m. Długość jaskini wynosi 10 metrów, a jej deniwelacja 4,5 metrów.

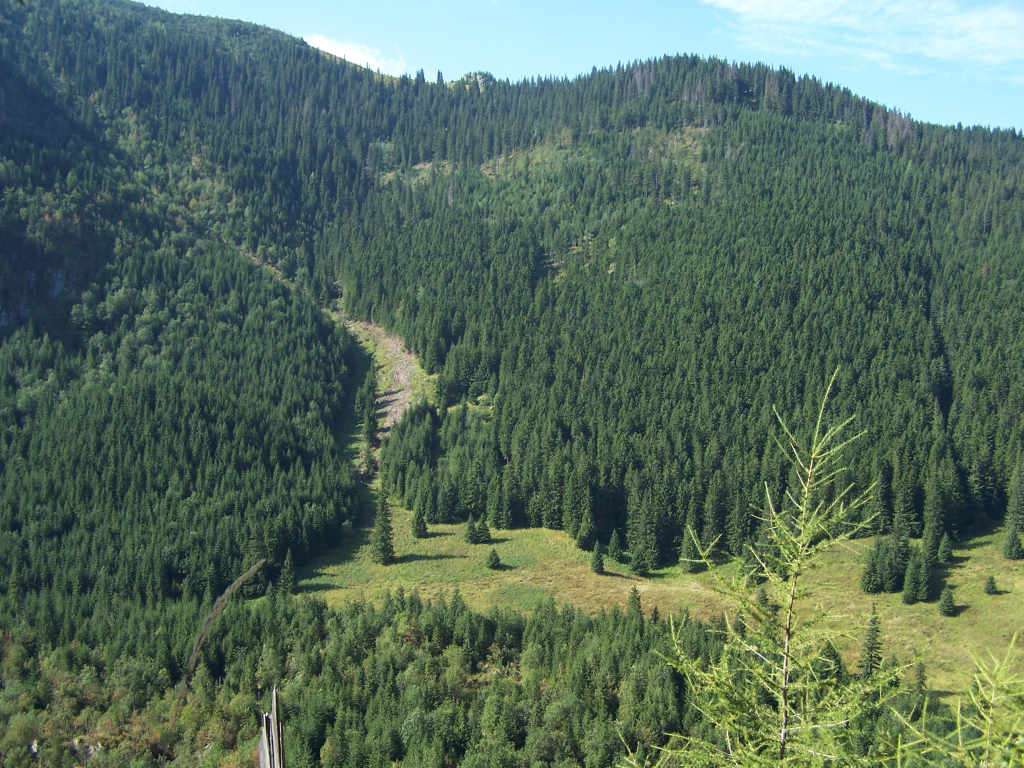
Wołowy Żleb w Dolinie Miętusiej

## Opis jaskini
Jaskinię stanowi płytka nyża do której prowadzi obszerny otwór szczelinowy. Odchodzą z niej dwa krótkie korytarzyki: jeden poziomy, drugi idący do góry.

## Przyroda
W jaskini brak jest nacieków i roślinności. 

## Historia odkryć
Brak jest danych o odkrywcach jaskini. Jej pierwszy plan i opis sporządziła  I. Luty przy współpracy B. Zalewskiego w 2002 roku.